# 板桥店镇
板桥镇是中国湖北省襄阳市宜城市下辖的一个镇。

## 行政区划
板桥镇下辖新街社区、板桥社区、板桥村、曾桥村、上湾村、牌坊村、东湾村、田集村、肖云村、沙河村、蛮力海村、李湾村、新街村、王台村、罗屋村、胡咀村、白合村、范湾村、珍珠村、两河口村。